# A Myth〜神話〜
「a Myth〜神話〜」（ア・ミス しんわ）は、石塚早織の通算2枚目のシングル。1996年12月5日にバンダイ・ミュージックエンタテインメントよりリリースされた。

## 解説
前作「明日の私を信じたい」より約一ヵ月のリリース。「a Myth〜神話〜」はドラマCD「八雲立つ」挿入歌に、またc/w「永遠に」も同アニメ挿入歌にそれぞれ起用された。

## 曲目
1. a Myth〜神話〜
  - 作詞：柚木美祐、作曲：松原みき、編曲：加藤みちあき
  - ドラマCD「八雲立つ」挿入歌
2. 永遠に
  - 作詞：柚木美祐、作曲・編曲：大門一也
  - ドラマCD「八雲立つ」挿入歌
3. a Myth〜神話〜 (オリジナル・カラオケ)
4. 永遠に (オリジナル・カラオケ)